# Onosma pyramidale
Onosma pyramidale är en strävbladig växtart som beskrevs av Joseph Dalton Hooker. Onosma pyramidale ingår i släktet Onosma och familjen strävbladiga växter. Inga underarter finns listade i Catalogue of Life.